# هيروكي كوتاني
هيروكي كوتاني (باليابانية: 小谷光毅) هو لاعب كرة قدم ياباني، ولد في 25 أبريل 1993 في ساكاي في اليابان. لعب مع Blaublitz Akita ‏.

## وصلات خارجية
- هيروكي كوتاني على موقع رابطة كرة القدم اليابانية للمحترفين (اليابانية)
- هيروكي كوتاني على موقع Soccerway.com (الإنجليزية)
- هيروكي كوتاني على موقع عالم كرة القدم.نت (الإنجليزية)